# Mohsen Alijani-Zamani
Pour les articles homonymes, voir Zamani.
Mohsen Alijani Zamani (persan : محسن علیجانی زمانی) est un médecin Iranien et politicien réformiste qui est actuellement membre du Parlement de l'Iran représentant la circonscription de Téhéran, Rey, Shemiranat et Eslamshahr.

## Carrière

### Parcours électorale
| Année | Élection     | Votes     | %      | Rang | Notes     |
| ----- | ------------ | --------- | ------ | ---- | --------- |
| 2016  | Le parlement | 1 122 256 | 34,56% | 26   | Vainqueur |